# Руква
Руква (на английски и на суахили: Rukwa) е от групата африкански езера, разположени в силно сеизмична депресия на клон, паралелен на западната част на Източноафриканския рифт.
То е четвъртото по големина езеро в Танзания и се намира в югозападната част на страната между езерата Танганика и Малави. Това е безотточно, солено и силно алкално езеро, простиращо се в посока северозапад-югоизток, най-изолираното и едно от най-необичайните в страната. Разположено е в земетръсна зона, над епицентъра на скорошно земетресение. Най-близкият по-голям град до езерото, който се намира на 72 km от източните му брегове е Сумбауанга, административен център на регион Руква.
През 1997 г. северната част на езерото е включена в границите на резервата Уванда-Руква. Административно попада в регионите Мбея и Руква.

## Откриване от европейците
През 1858 г. английските изследователи Ричард Бъртън и Джон Спик стават първите европейци, достигнали до областта на езерото. Научават за него от местните племена, но не стигат до самото езеро. Първата информация за Руква дава Спик, който го описва като непроходимо блато.
Хенри Стенли, който пристига в региона през 1871 г., чува за блатиста равнина, наречена
Ликва, а понякога и Хиква, оттичането на която се предполага, че става към езерото Танганика. Маркира я неточно на картата си, поставяйки я на мястото на Катави, северно от действителното разположение на езерото.
Първият, който стъпва на така наречената равнина е един от придружителите на Ливингстън, при завръщането си от експедицията през 1872 г. Той намира солени отлагания по бивше езерно дъно, през което тече само една река, също наричана Ликва и водеща до малко вътрешно солено езеро. Това езеро получава същото име Ликва от Върни Камерън, когато през 1873/1874 г. посещава района. И Камерън научава за езерото Руква, но предполага, че то е лагуна в равнините под езерото Ликва.
Най-после през 1880 г. езерото е открито от Джоузеф Томсън, известен шотландски геолог и изследовател, който също не достига до него, но го наблюдава от разстояние. Оказва се, че това, което Камерън нарича езеро Ликва е само южната част от голямото езеро Руква, което в онзи момент е било разделено на части заради силните изпарения през сухия сезон. Томсън дава ново име на езерото – Леополд, кръщавайки го на краля на Белгия. Някои географи през 19 век продължават да наричат езерото Ликва, а понякога и Леополд, имайки предвид Руква, и с това създават сериозно объркване.
Първи след Томпсън, през 1889 г. посещават езерото англичаните Г. Х. Джонстън и Д. Кер Крос, които го достигат от страна на езерото Малави (Няса) и установяват, че то се простира значително по на юг, отколкото се е считало по-рано. От средата на 90-те години районът на езерото става обект на ловните експедиции на Л. Уолъс, който пръв обхожда в кръг цялото езеро и определя размерите му. През 1897 г. край северната част на езерото пребивава немският капитан Лангхелд, който открива на мястото на езерото тревиста равнина, като по този начин за първи път се установява, че в години с ниски нива на валежите Руква може напълно да пресъхне. През 1898 г. целият район между езерата Малави и Танганика, в т.ч. ез. Руква, става арена на геодезически дейности на смесена англо-германска демаркационна комисия, в която от английска страна участват капитаните Ч. Ф. Клоз и Ф. Ф. Р. Буало, а от немска – капитан Герман.
През 1905 г. Майер съобщава, че нивото на езерото сериозно се е повишило, а между 1905 и 1929 г. то отново намалява обема си, като достига минимума си през 1914 г. Високи водни нива се появяват отново в периода 1937 – 1939 г., а през 1950 г. то почти напълно пресъхва. Най-високото си ниво езерото достига през 1980 г.

## География
Водосборният басейн на езерото граничи на югоизток с планинските възвишения Мбея, а на запад със стръмните склонове на Уфипа и Мбизи, които се издигат на 2664 m над морското равнище. На североизток достига до стръмните и скалисти хълмове на планината Санге, високи до 1707 m.
Езерото Руква е разположено на 800 метра надморска височина и през годините заема различна площ от приблизително 2600 km2. Средната му дълбочина варира от 3 до 5 метра, в зависимост от сезона, а усреднено се приема за 3 m. Размерите на езерото зависят изключително много от количеството на сезонните валежи във водосборния му басейн, който обхващаща 81 000 km2. Дължината му варира от 50 km до 180 km. през различните години и сезони. През 1929 г. тя е около 50 km, а през 1939 г. стига до около130 km с ширина 40 km. През 2011 г. при наблюдения от космоса и сателитни снимки е установено, че дължината му е достигнала 180 km, а средната ширина е около 32 km, което води до площ на повърхността му от около 5760 km2. По време на сухия сезон често се случва езерото да се раздели на два отделни водни басейна, отделени от огромна равнина от блатисти и мочурливи места. През 1820 и 1830 г. езерото почти изцяло пресъхва и се превръща в блатиста местност.

## Води
Руква се подхранва от многобройни, вливащи се в него реки, като пет от тях са с целогодишен воден режим. Лупа, Чамбуа и Сонгуе, извиращи от възвишенията Мбея, се вливат в южната част на езерото. Рунгва захранва северните му части, а Момба – западните. Съществуват и няколко по-малки сезонни реки, които присъединяват водите си през дъждовния сезон – Уку, Лукуа̀те, Кикамбо, Луѝка, Луѝче и Ка̀ву. В делтите на Луика, Сонгуе, Момба и Чамбуа на юг и Каву и Рунгва на север, са образувани големи заблатени райони.
Езерото Руква няма нито един отток и губи водите си основно от изпарения.
Дълбочината на езерото е разнообразна в различните му части. Склоновете на изток от него са високи и стръмни, така че тази част на езерото е доста дълбока. Най-дълбоки са водите в южния му край, където дълбочината им достига до 10 – 15 m. Северните части са по-плитки и често през сухия сезон пресъхват напълно. През този сезон много пъти от интензивните изпарения езерото се разделя на два водни басейна, като дълбочината на заблатените места между тях обикновено е по-малка от 1 m. В северните райони ширината му е по-малка, отколкото в централните.
По северните и западните брегове на езерото са разположени обширни влажни зони, които включват двете постоянни блата и временните заливни низини. Присъствието на мъртви или умиращи дървета под водата е доказателство, че тези области са били наводнявани често.
Водите на езерото имат високи нива на натрий и висока алкалност с рН между 8 и 9 по данни от 1996 г.

## Климат
Климатът в района на езерото е тропически и влажен. Характеризира се с един дъждовен сезон с обилни валежи от октомври до април. Средните годишни валежи варират от около 650 mm в южната част на басейна, около 900 mm в северната и до около 2500 mm във високопланинските земи Уфипа. Понякога, макар и рядко, се наблюдават повишени количества на валежите и през месец май.
Средната годишна температура в южните части на водосборния басейн е 21 °C със среден максимум през най-топлия месец от около 28 °C и среден минимум през най-студения от 12,7 °C. Температурата на водната повърхност в езерото се движи от минимум около 20 °C до максимум около 35 °C, в зависимост от сезона.

## Флора и фауна
По бреговете на малките блата които заобикалят езерото и са с по-малка соленост, растат папируси от вида Cyperus papyrus и Phragmites mauritianus, тревисти растения като ориз, африкански вид на оризовия троскът (от род Leersia), житното растение Vossia cuspidata и папур. Растителността по заливните терени край езерото е предимно пасищна, обрасла с къси треви, доминирани от сололюбиви видове като кафяво диплахне (на латински: Diplachne fusca) и Sporobolus spicata.
Галерийните гори покрай езерото и по притоците му са богати на няколко вида акациеви дървета. Областите около него са обрасли с тръстики и са залесени, като преобладаващият дървесен вид е Brachystegia, което създава благоприятни условия за развитие на пчеларството в района. Регионът е обитаван от два пчелни вида – силно агресивните африканска медоносна пчела (на латински: Apis mellifera scutellata) и високопланинска африканска пчела (на латински: Apis mellifera monticola).
Въпреки че основната дейност в басейна на езерото е риболовът, информацията за ихтиофауната все още е ограничена и не съществува официален списък на видовете риби, които го обитават. В езерото са разпознати около 60 вида риби, 1/3 от които – ендемични. Обособени са няколко различни ареала, заети от разнообразни водни обитатели. В крайбрежните води са разпространени дребни рибки, включително от видовете Aplocheilichthys fuelleborni и Haplochromis. Барбуни и лъчеперки от вида Chelaethiops rukwaensis обитават водите, богати на водна растителност. Заблатените делти на реките Луика, Сонгуе и Чамбуа осигуряват местообитание за други видове, към които спадат два вида тилапия, най-важни за риболова в района. Скалистият хабитат в източната част на езерото създава добри условия за живот на Labeo cylindricus, макар че като цяло тези брегове са домакин на по-малко видове риби в сравнение с други местообитания в езерото. Река Пити съдържа типичните речни видове, включително Amphilius jacksonii, Leptoglanis rotundiceps и Chiloglanis trilobatus. Езерните води се обитават и от стада от 6 вида ендемични цихлиди от рода Haplochromis и 6 вида сомови от рода Chiloglanis.
Птичият свят на езерото Руква е проучен през 1950 г., когато са отбелязани над 350 вида прелетни и домуващи тук водолюбиви птици – диви патици, малко фламинго, африкански водорез, блестящ ибис, ширококрила гъска (на латински: Plectropterus gambensis). През 1995 г. тук се наблюдава колония от 40 000 розови пеликана и ято от 20 000 белокрили рибарки. По крайбрежието на Руква прелитат да зимуват жерави и чапли от европейските равнини. Заблатените участъци край езерото са обрасли с папирус и дават подслон на рядката китоглава чапла и Ploceus reichardi.
Обширните заливни територии на езерото привличат големи стада от диви животни, в това число много копитни, както и значима популация от нилски крокодили и хипопотами. Концентрацията на последните два вида е голяма, като почти половината от тези животни, обитаващи Националния парк Катави, се намират тук. По бреговете на Руква, особено през сухия сезон могат да се срещнат стада от слонове, зебри, жирафи, а в околните савани ловуват глутници от хиенови кучета. Околността е населена с няколко представители на антилопите – импала, саблероги антилопи, голямо куду, топи. Други водолюбиви видове, представляващи интерес в екорегиона включват блатната мангуста, петнистогърла и капска видра.

## Население
Крайбрежията на езерото почти не са населени, а териториите в близост до него са заети от племенните групи нямуези и рунгва. На 15 km от южния бряг на езерото се намира селището Ивуна, в което се експлоатират солници, подхранвани от горещи солени извори. Търговията със сол от Ивуна съществува още от 19 век и е била толкова развита, че се е наложило на южния бряг на езерото да се обособи място за почивка на керваните със сол и роби по маршрута им към Багамойо.
Разкопките, правени по бреговете на езерото са установили, че през 13 век крайбрежието е било населено от народи, добиващи сол от водите му. Занимавали са се с отглеждане на зърнени култури, едър рогат добитък, кози, пилета и кучета и с лов на зебри и диви прасета.

## Икономика
Териториите около Руква са изолирани от основната икономическа ос на развитие на Танзания. Областта е класифицирана като зона с ниско продуктивен потенциал, с изключение на някои зони с ограничен достъп, които са подходящи за производство на царевица, тютюн и памук. Набляга се основно на развитието на пет екологични сектора – рибарство, пчеларството, горско и селско стопанство и минно дело.
Въпреки че най-разпространеният клон от икономиката е риболовът, няма официални данни за броя на рибарските лодки, броя и вида на съоръженията, които се ползват, количеството улов по видове, както и за количеството преработена риба. Част от улова се суши и изнася за ДР Конго и Замбия. Въпреки че тези страни са богати на риба, внасят тилапията от езерото, тъй като алкалните води променят вкуса ѝ.
Пчеларството в района е широко разпространено, но се извършва с примитивни средства. Използват се цилиндрични кошери, отрязани от дънерите на дърветата. Пчеларите разчитат и на традиционните методи за събиране на мед и в повечето случаи използват огън, за да деактивират пчелите. Това естествено води до силното повишаване на риска от пожари. Липсата на процедури за лицензиране прави отчитането на произведените количества почти невъзможно. Все пак се смята, че годишното производство на мед е около 20 тона, а восъкът се оценява на около 5 тона.

## Туризъм
Ловът на местни представители на фауната е разрешен на запад от езерото, на територията на ловния резерват Луквати. На юг, по бреговете на Руква, е разположен още един ловен резерват – Чуня (Chunya). Основният ловен обект са лъвовете, крокодилите и импалите.
Край бреговете на езерото няма изградени постоянни къмпинги. Съществуват само няколко сезонни палаткови лагери с минимални удобства.

## Екология
Екологичното равновесие на този регион е под заплаха от увеличаващата се човешка популация. Във връзка с това правителствата на Танзания и Италия подписват двустранно споразумение през 1991 г. за изпълнение на интегриран проект за басейна на езерото Руква. Основната му цел е устойчивото използване на природните ресурси в полза на местните общности, без да се засяга екологичното равновесие.
Рибните запаси са под значителна заплаха заради свръхексплоатацията им, безразборните риболовни практики като използването на хрилни мрежи и отрови, унищожаване на местообитанията чрез замърсяване, затлачването на речните корита и крайбрежното дъно на езерото и липсата на разумна политика по издаването на разрешителни за риболов. Хроничното затлачването на езерото през последните десетилетия, свързано с обезлесяването във водосборния му басейн, засилва тенденцията на постоянни наводнения на големи пространства. Ловният резерват Уванда-Руква, създаден през 1971 г. и все още маркиран на много карти, всъщност почти е престанал да съществува, тъй като повече от половината от него вече се намира постоянно под вода.
Широко разпространено сред местното население е бракониерството на диви животни в околността. Освен това на високи цени могат да се закупят ловни билети и да се организират ловни сафарита, клиентелата на които е предимно чуждестранна. Не съществуват ограничения, липсват ловни квоти, лицензи, стриктно зониране, нито съобразяване с периодите на размножаване на видовете. Местното население приема някои от дивите животни като вредители, тъй като унищожават посевите – бабуини, слонове, диви прасета.